# 1939-es Grand Prix-szezon
Az 1939-es Grand Prix-szezon volt a Grand Prix-versenyzés harminckettedik, az Európa-bajnokság hivatalosan hetedik, utolsó szezonja. Ténylegesen az utolsó Eb-szezon az 1938-as volt, mert az 1939-es szezonban a második világháború miatt nem hirdettek tényleges győztest, ezért csak nem hivatalos végeredményről beszélhetünk.
Érdekesség, hogy bár a pontrendszer alapján a győztes Hermann Paul Müller lett, a náci Németország sportbizottsága Hermann Langot hirdette győztesnek. Ez azért fordulhatott elő, mert vita volt arról, milyen pontrendszert használjanak. A korábbi, minimum-pontrendszer mellett szóba került egy, a maihoz hasonló pontszámítás is. Előbbi szerint Müller, utóbbi szerint Lang győzött.

## Versenyek

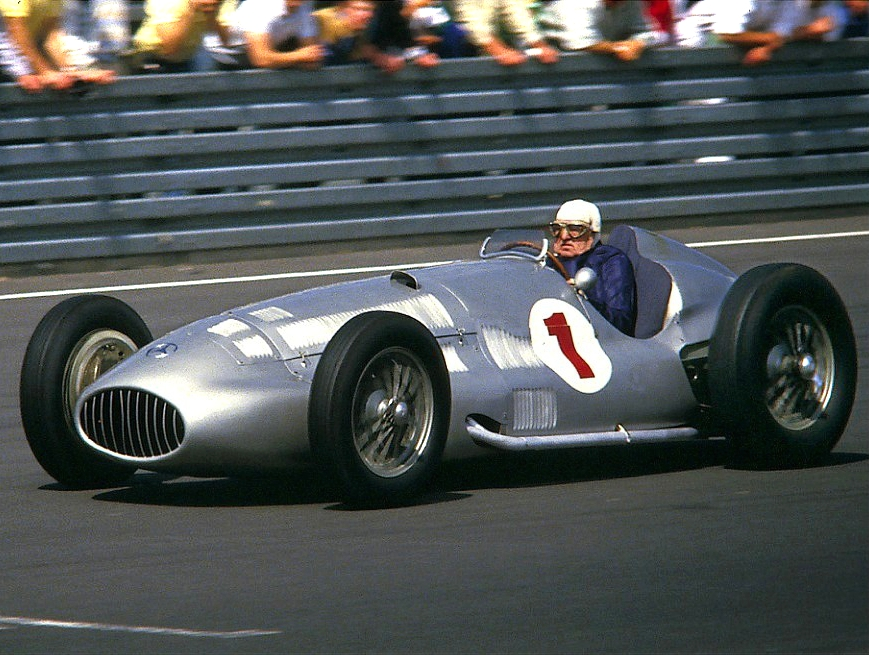
Mercedes-Benz W154

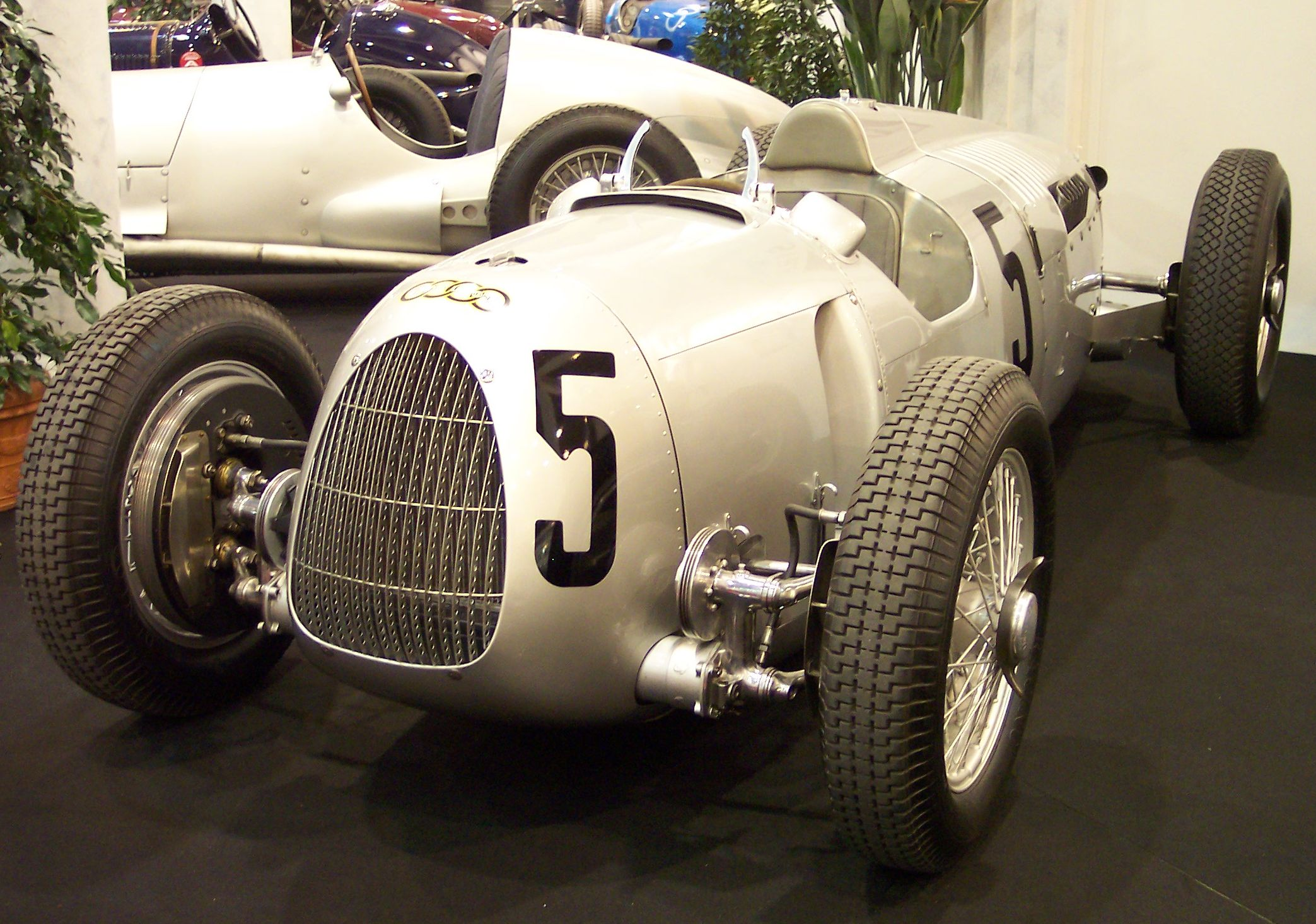
Auto Union D Type

### Európa-bajnokság
| # | Verseny         | Helyszín          | Időpont   | Győztes             | Győztes konstruktőr | Összefoglaló |
| - | --------------- | ----------------- | --------- | ------------------- | ------------------- | ------------ |
| 1 | belga nagydíj   | Spa-Francorchamps | June 25   | Hermann Lang        | Mercedes-Benz       | Összefoglaló |
| 2 | francia nagydíj | Reims-Gueux       | July 9    | Hermann Paul Müller | Auto Union          | Összefoglaló |
| 3 | német nagydíj   | Nürburgring       | July 23   | Rudolf Caracciola   | Mercedes-Benz       | Összefoglaló |
| 4 | svájci nagydíj  | Bremgarten        | August 20 | Hermann Lang        | Mercedes-Benz       | Összefoglaló |

### Egyéb versenyek
| Verseny                   | Helyszín       | Időpont       | Győztes             | Győztes konstruktőr | Összefoglaló |
| ------------------------- | -------------- | ------------- | ------------------- | ------------------- | ------------ |
| paui nagydíj              | Pau            | Április 2.    | Hermann Lang        | Mercedes-Benz       | Összefoglaló |
| Road Championship         | Brooklands     | Április 10.   | Arthur Dobson       | ERA                 | Összefoglaló |
| Párizs-kupa               | Montlhéry      | Május 7.      | Jean-Pierre Wimille | Bugatti             | Összefoglaló |
| finn nagydíj              | Eläintarharata | Május 7.      | Adolf Westerblom    | Alfa Romeo          | Összefoglaló |
| Eifelrennen               | Nürburgring    | Május 21.     | Hermann Lang        | Mercedes-Benz       | Összefoglaló |
| Grand Prix des Frontières | Chimay         | Május 28.     | Maurice Trintignant | Bugatti             | Összefoglaló |
| bukaresti nagydíj         | Bukarest       | Június 25.    | Hans Stuck          | Auto Union          | Összefoglaló |
| Remparts nagydíj          | Angoulême      | Július 30.    | Raymond Sommer      | Alfa Romeo          | Összefoglaló |
| Campbell Trophy           | Brooklands     | Augusztus 7.  | Raymond Mays        | ERA                 | Összefoglaló |
| belgrádi nagydíj          | Belgrád        | Szeptember 3. | Tazio Nuvolari      | Auto Union          | Összefoglaló |
| gáveai nagydíj            | Gávea          | Október 29.   | Manuel de Teffé     | Maserati            | Összefoglaló |

## Nem hivatalos végeredmény
| Poz. | Versenyző               | BEL | FRA | GER | SUI | Pont |
| ---- | ----------------------- | --- | --- | --- | --- | ---- |
| 1    | Hermann Paul Müller     | Ret | 1   | 2   | 4   | 12   |
| 2    | Hermann Lang            | 1   | Ret | Ret | 1   | 14   |
| 3    | Rudolf Caracciola       | Ret | Ret | 1   | 2   | 17   |
| 4    | Manfred von Brauchitsch | 3   | Ret | Ret | 3   | 19   |
| =    | Tazio Nuvolari          | Ret | Ret | Ret | 5   | 19   |
| 6    | Rudolf Hasse            | 2   |     | Ret | Ret | 20   |
| =    | René Dreyfus            |     | 7   | 4   | 8   | 20   |
| 8    | Georg Meier             | Ret | 2   | Ret |     | 22   |
| 9    | Raymond Sommer          | 4   | 5   | Ret |     | 23   |
| =    | Hans Stuck              |     | 6   | Ret | 10  | 23   |
| 11   | Robert Mazaud           | 5   |     | 6   |     | 24   |
| =    | Raph                    |     | 9   | 5   |     | 24   |
| 13   | Giuseppe Farina         | Ret |     |     | 7   | 25   |
| 14   | Paul Pietsch            |     |     | 3   | Ret | 26   |
| 15   | René Le Bègue           |     | 3   |     |     | 27   |
| 16   | Louis Gérard            | 6   |     |     |     | 28   |
| =    | Philippe Étancelin      |     | 4   |     |     | 28   |
| =    | Luigi Chinetti          |     | 8   |     |     | 28   |
| =    | Leonhard Joa            |     |     | 7   |     | 28   |
| =    | Hans Hartmann           |     |     |     | 6   | 28   |
| =    | Clemente Biondetti      |     |     |     | 9   | 28   |
| =    | Kenneth Evans           |     |     |     | 11  | 28   |
| =    | John Wakefield          |     |     |     | 12  | 28   |
| =    | Robert Ansell           |     |     |     | 13  | 28   |
| 25   | Richard Seaman          | Ret |     |     |     | 29   |
| =    | Adolfo Mandirola        | Ret |     | DSQ |     | 29   |
| =    | Toulo de Graffenried    |     |     |     | Ret | 29   |
| 28   | Yves Matra              |     | Ret |     |     | 30   |
| =    | Luigi Villoresi         |     |     | Ret |     | 30   |
| 30   | Raymond Mays            |     | Ret |     |     | 31   |
| =    | Heinz Brendel           |     |     | Ret |     | 31   |
| =    | Giovanni Rocco          |     |     |     | Ret | 31   |
| Poz. | Versenyző               | BEL | FRA | GER | SUI | Pont |

| Szín   | Eredmény                                                | Pont |
| ------ | ------------------------------------------------------- | ---- |
| Arany  | Győztes                                                 | 1    |
| Ezüst  | 2. helyezett                                            | 2    |
| Bronz  | 3. helyezett                                            | 3    |
| Zöld   | Teljesítette a verseny több, mint 75%-át                | 4    |
| Kék    | 50 és 75% között teljesítette a versenytávot            | 5    |
| Lila   | 25 és 50% között teljesítette a versenytávot            | 6    |
| Piros  | A versenytávnak csak kevesebb, mint 25%-át teljesítette | 7    |
| Fekete | Diszkvalifikálták (DSQ, Kiz)                            | 8    |
| Fehér  | Nem indult (DNS, NI)                                    | 9    |